# 披肩榛鸡
披肩榛鸡（学名：Bonasa umbellus），是鸡形目雉科的一种鸟类。

## 特征
披肩榛鸡体重约530.91克，翼长约183.2毫米，嘴峰长约25.4毫米，喙宽度约10毫米，喙厚度约9.7毫米，跗蹠长约42.2毫米，尾长约152毫米。披肩榛鸡在其分布区内为留鸟，其栖息在密集的灌木丛中，食性为草食性，主要食物来源是陆生植物。

## 亚种
- ：分布于阿拉斯加西部和育空地区至南麦肯锡和萨斯喀彻温省西北部。
- ：分布于阿拉斯加东南部至不列颠哥伦比亚省，东部至魁北克省。
- ：分布于拉布拉多。
- ：分布于不列颠哥伦比亚省西南部沿海地区至加利福尼亚州西北部地区。
- ：分布于温哥华岛和邻近的大陆。
- ：分布于奥林匹克半岛（华盛顿州西北部）。
- ：分布于不列颠哥伦比亚省的内陆地区至华盛顿州和俄勒冈州中部。
- ：分布于哥伦比亚东南部和华盛顿东部至爱达荷州南部的落基山脉。
- ：分布于爱达荷州东南部、怀俄明州、北达科他州至科罗拉多州和南达科他州西部。
- ：分布于明尼苏达州和威斯康星州。
- ：分布于安大略省南部和魁北克省南部至威斯康辛州北部、密歇根州中部和纽约州中部。
- ：分布于新斯科舍省。
- ：分布于纽约州和马萨诸塞州至东宾夕法尼亚州和新泽西州。
- ：分布于密歇根州南部、俄亥俄州和宾夕法尼亚州至北乔治亚州。[4]